# Pollimyrus stappersii
Pollimyrus stappersii es una especie de pez elefante eléctrico perteneciente al género Pollimyrus en la familia Mormyridae presente en varias cuencas hidrográficas de África, entre ellas el lago Bangweulu y la cuenta superior del río Congo. Es nativa de Zambia; y puede alcanzar un tamaño aproximado de 7,4 cm.

## Estado de conservación
Respecto al estado de conservación, se puede indicar que no existen antecedentes disponibles de esta especie en la IUCN. 